# ヤズィード・ブン・アッ＝サーイク
アブー・カイス・ヤズィード・ブン・アムル・ブン・フワイリド・ブン・ヌファイル・ブン・アムル・ブン・キラーブ（アラビア語: أبو قيس يزيد بن عمرو بن خويلد بن نفيل بن عمرو الكلابي, ラテン文字転写: Abū Qays Yazīd b. ʿAmr b. Khuwaylid b. Nufayl b. ʿAmr b. Kilāb, 生没年不詳）、あるいは通称でヤズィード・ブン・アッ＝サーイク（アラビア語: يزيد بن الصعق, ラテン文字転写: Yazīd b. al-Ṣa'iq）は、前イスラーム期のアラビアにおける大部族の一つであるアーミル族の主要な支流のキラーブ族に属していたアムル族の族長であり、詩人であったことでも知られる人物である。

## 出自と経歴

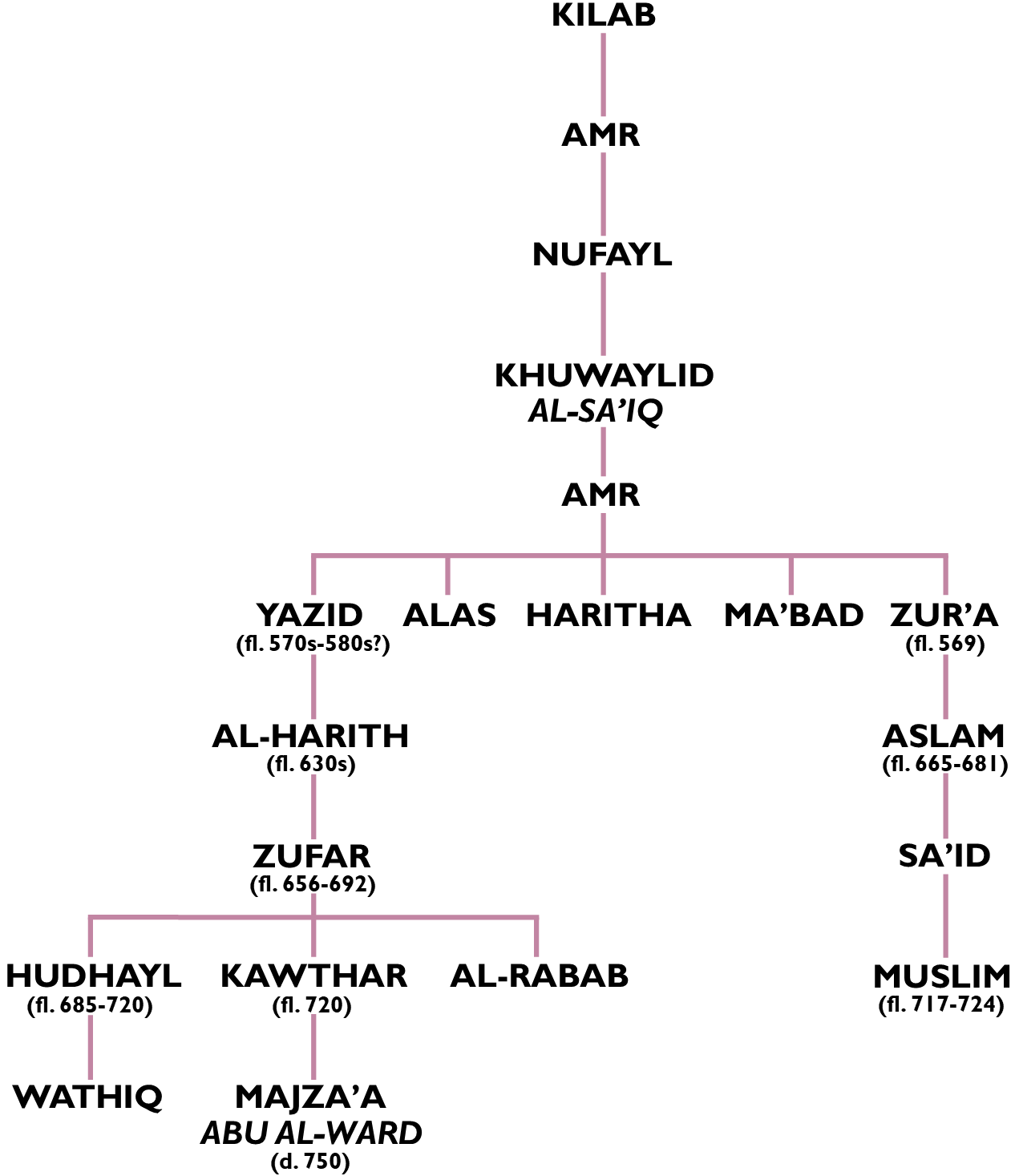
ヤズィードはキラーブ族の支流であるアムル族の族長であった。ヤズィードの孫にあたるズファル・ブン・アル＝ハーリス・アル＝キラービーは、ウマイヤ朝時代のシリアにおいて部族連合のカイス族を率いた卓越した指導者であった。

ヤズィードはアムル・ブン・フワイリドの息子である。また、祖父にあたるフワイリド・ブン・ヌファイルは落雷によって死亡したため、落雷を意味するアッ＝サーイクの名で呼ばれるようになり、ヤズィードはこの祖父の名にちなんでヤズィード・ブン・アッ＝サーイクの通り名で呼ばれた。これらの3人はキラーブ族の支族であったアムル族の族長であり、イスラーム以前の時代における有力な大部族であったアーミル族の中でも傑出した一族として知られていた。
ヤズィードは585年以前に起こった「アル＝クルナタインの日」と呼ばれる事件でアーミル族がラフム朝の王アル＝ヌウマーンの兄弟のワバラ・ブン・ルマーニスによって率いられたラフム朝軍に襲撃された際にアーミル族の部隊の一部を指揮した。ヤズィードはこの戦いの最中にワバラを捕らえ、ワバラの財産の半分にあたるラクダ1,000頭と2人の女性の歌い手を身代金として要求した。そして身代金を受け取り、ワバラを解放するためにアル＝ヒーラでアル＝ヌウマーンと会った際に、アル＝ヌウマーンはヤズィードのような背の低い男がどうやってワバラのようながっしりとした男を捕らえることができたのかとヤズィードに尋ねた。これに対しヤズィードは、ワバラが自身の母方の部族であるカルブ族の部族民ではなく傭兵に頼っていたのに対し、自分は自身の部族が戦いに参加していたからだと答えた。ヤズィードは自身の詩の一節の中で、「彼ら（アーミル族）はアル＝ヌウマーンの兄弟を（捕虜のように拘束具を付けた状態で）歩かせたまま残し、王の軍隊を切り刻んだ」と詠んだ。

## 死と子孫
ヤズィードはワーディー・アッ＝ルンマに近いズー・ナジャブと呼ばれる場所でアーミル族がタミーム族を襲撃した際に敵対する部族民に頭部を殴打され、その時に受けた傷がもととなって死亡した。タミーム族の詩人であるアウス・ブン・ガルファーはこのことでヤズィードを風刺する詩を書いた。また、前イスラーム期の著名な詩人であるアル＝ナービガもヤズィードを風刺した 。
ヤズィードの息子の一人であるムアドは、リッダ戦争のあいだ自分の部族民が初期のイスラーム国家から離反することに反対した。ヤズィードの他の子孫の中には7世紀の後半にシリアでアーミル族とより大きな部族連合であるカイス族の指導者となったズファル・ブン・アル＝ハーリス・アル＝キラービーがいる。また、孫の一人であるヤズィード・ブン・カイス・ブン・ヤズィードは、ラフム朝に対するヤズィードの戦争について情報を伝えた人物として歴史家のイブン・ハジャル・アル＝アスカラーニーによって引用されている。